# Emeryville (Kalifornija)
Emeryville je grad u američkoj saveznoj državi Kalifornija. Prema popisu stanovništva iz 2010. u njemu je živjelo 10,080 stanovnika.